# 간반 (소프트웨어 개발)
간반(일본어: 看板)은 소프트웨어 개발 프로세스 중의 하나로, 개발자들에게 과도한 부하를 주지 않으면서 적시에 상품을 출시하도록 하는 개발 방법이다. 크게는 간반 체제와 간반 방식으로 나눌 수 있다.